# Louise Élisabeth de Bourbon

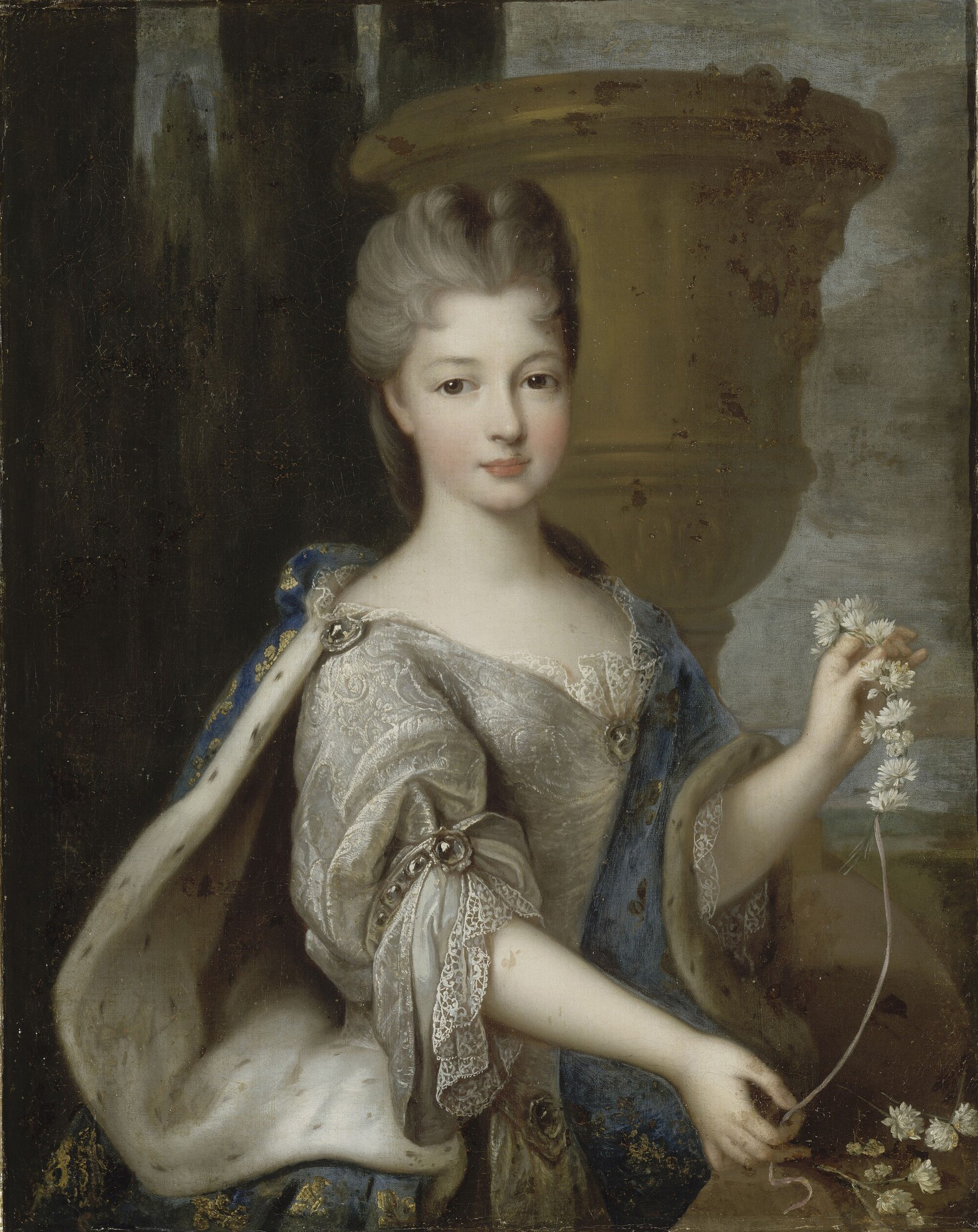
Porträt Louise Élisabeths von Pierre Gobert

Louise Élisabeth de Bourbon (* 22. November 1693 in Schloss Versailles, Versailles; † 27. Mai 1775 im Hôtel de Conti, Paris) war eine französische Hochadlige, durch Heirat Fürstin von Conti, sowie aus eigenem Recht Herzogin von Étampes.

## Leben

### Herkunft und Familie
Louise Élisabeth wurde am 22. November 1693 in Schloss Versailles geboren. Sie war die Tochter von Louis III. de Bourbon, prince de Condé und dessen Ehefrau Louise Françoise de Bourbon, einer legitimierten Tochter König Ludwigs XIV. und dessen Mätresse Madame de Montespan. Als Mitglied des Hauses Bourbon-Condé war sie eine princesse du sang. In ihrer Kindheit war sie als Mademoiselle de Charolais bekannt, ein Titel, den später ihre jüngere Schwester führte. Louise Élisabeth hatte zwei ältere und sechs jüngere Geschwister.
Seit 1718 war sie aus eigenem Recht Herzogin von Étampes, ein Titel, den sie nach dem Tod ihrer Tante Marie Anne de Bourbon, Herzogin von Vendôme, erhalten hatte.

### Heirat
Als Louise Élisabeth 17 Jahre alt war, schlug ihre ehrgeizige Mutter eine Eheschließung mit dem Herzog von Berry, einem Enkel des Königs, vor. Diese Heirat fand jedoch nicht statt, da die Herzogin von Orléans, eine Tante Louise Élisabeths, ihre eigene Tochter, Marie Louise Élisabeth, mit dem Herzog verheiraten wollte.
Am 9. Juli 1713 heiratete Louise Élisabeth ihren Cousin Louis Armand de Bourbon, prince de Conti, in Versailles. Louis Armand, der drei Jahre älter als seine Braut war, war 1709 nach dem Tod seines Vaters François Louis Fürst von Conti geworden. Seine Mutter war die gläubige Marie Thérèse de Bourbon, die älteste Enkelin von Le Grand Condé. Ihre Heirat war Teil einer Doppelhochzeit der Condé- und Conti-Familienzweige des Hauses Bourbon: Louise Élisabeths älterer Bruder Louise Henri de Bourbon heiratete Marie Anne de Bourbon-Conti, die Schwester Louis Armands. Die Hochzeit fand in der neu errichteten Schlosskapelle von Versailles statt.
Bei der Hochzeit anwesend waren ihre Mutter, ihre Großmutter väterlicherseits, Anna Henriette von Pfalz-Simmern, Charles, duc de Berry und seine Ehefrau Marie Louise Élisabeth d’Orléans, ihre Onkel Louis Auguste I. de Bourbon, duc du Maine, Louis-Alexandre de Bourbon, comte de Toulouse und Philippe II. de Bourbon, duc d’Orléans, sowie ihre Tanten Françoise Marie de Bourbon, Marie Anne de Bourbon und Marie Thérèse de Bourbon-Condé.

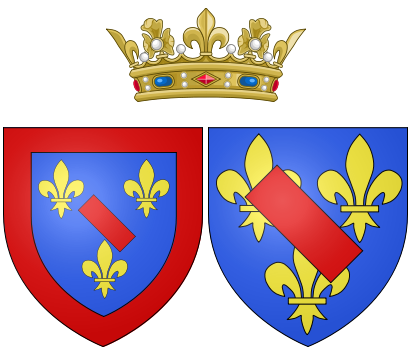
Wappen Louise Élisabeths als Fürstin von Conti

Im August 1716 steckte sich Louise Élisabeth bei ihrem Ehemann, den sie während seiner Krankheit gepflegt hatte, mit Pocken an. Ein Jahr später brachte sie ihr erstes Kind zur Welt. Der Ehe entstammten insgesamt fünf Kinder.
Obwohl der prince de Conti seine Frau skrupellos betrog, war er von einer krankhaften Eifersucht besessen. Louise Élisabeth hatte vermutlich eine Affäre mit dem gutaussehenden Philippe Charles de La Fare, was ihren Ehemann so wütend machte, dass er sie mehrfach schlug und sie so verletzte, dass sie zweimal einen Arzt kommen lassen musste. Nach einem besonders dramatischen Vorfall floh Louise Élisabeth zunächst zu ihrer Mutter, dann in ein Kloster und weigerte sich, weiterhin mit ihrem Mann zusammenzuleben. Daraufhin wandte sich Louis Armand de Bourbon an das Parlement von Paris, um seine Frau zurückzufordern. 1725 stimmte sie schließlich zu, zu ihrem Mann zurückzukehren, der sie ins Château de l’Isle-Adam verbannte. Befördert hatte die Versöhnung offenbar die Aussicht, noch zur surintendante de la maison de la reine ernannt zu werden, doch zu ihrem Nachteil gab man der jüngeren Schwester den Vorzug. Letztlich wurde ihr erlaubt, zur Geburt ihrer Tochter Louise Henriette nach Paris zurückzukehren. In alldem hatte Louise Élisabeth nie ihren Stolz verloren und soll laut den Memoiren des Duc de Saint-Simon einst zu ihrem Mann gesagt haben, dass sie auch ohne ihn Prinzen von Geblüt zeugen könne, aber er nicht ohne sie.
Louis Armand de Bourbon verstarb 1727 im Hôtel de Conti in Paris.

### Witwenschaft
Nach dem Tod ihres Mannes war Louise Élisabeth bei Hofe zumeist als Madame la Princesse de Conti troisième oder Madame la Princesse de Conti dernière douairière bekannt, um sie von den zwei anderen verwitweten Fürstinnen von Conti (Marie Anne de Bourbon und Marie Thérèse de Bourbon-Condé) zu unterscheiden.

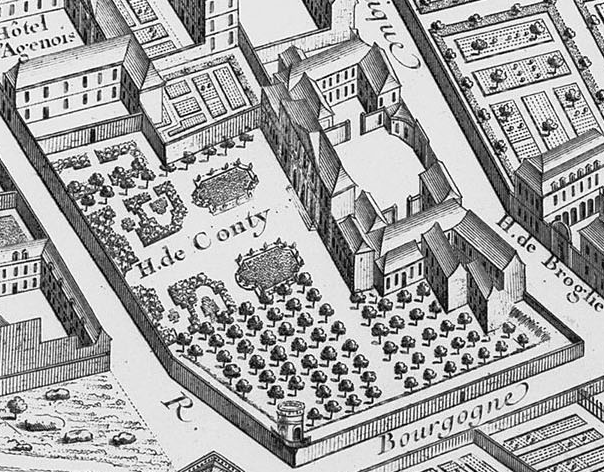
Das Hôtel de Conti auf dem Plan de Turgot

1733 kaufte Louise Élisabeth ein Stadthaus mit großem Garten in der Rue Saint-Dominique in Paris und engagierte den Architekten Nicolas Simonnet, um die Innenräume umzugestalten. Zu dieser Zeit wurde das Gebäude als Hôtel de Conti bekannt. Im Plan de Turgot von Paris ist das Haus 1739 als „H. de Conty“ bezeichnet.
Um die Heirat ihres Sohnes Louis François mit ihrer Cousine Louise Diane d’Orléans zu arrangieren, verbündete sich Louise Élisabeth mit ihrer Tante, der Herzogin von Orléans. Diese Eheschließung, sowie die ihrer einzigen Tochter mit dem Neffen Louise Dianes, Louis Philippe, trugen dazu bei, die jahrzehntealte Fehde der Häuser Condé und Orléans beizulegen, die aufgrund von Feindseligkeiten von der Mutter und Tante Louise Élisabeths, die beide legitimierte Töchter Ludwigs XIV. und der Madame de Montespan waren, entstanden war.
Nach dem Tod ihrer Mutter im Juni 1743 erwarb sie das Château de Louveciennes, welches später an die Krone zurückfiel. Später erwarb sie zudem auch das Château de Voisins.
Da dies nur von einer Prinzessin von Geblüt getan werden konnte, wurde Louise Élisabeth von König Ludwig XV. darum gebeten, dessen neue Mätresse, die zukünftige Madame de Pompadour, bei Hofe vorzustellen. Sie willigte ein, im Austausch für das Abbezahlen ihrer Schulden. Die offizielle Präsentation der neuen Mätresse fand am 15. September 1745 in Versailles statt.
Louise Élisabeth verstarb am 27. Mai 1775 mit 81 Jahren im Hôtel de Conti in Paris. Sie wurde in der Église Saint-Sulpice in Paris beigesetzt.

## Nachkommen
Kinder aus der Ehe mit Louis Armand de Bourbon, prince de Conti, waren:
- Louis de Bourbon, comte de La Marche (1715–1717)
- Louis François I. de Bourbon, prince de Conti (1717–1776) ⚭ Louise Diane d’Orléans
- Louis-Armand de Bourbon, duc de Mercœur (1720–1722)
- Charles de Bourbon, comte d'Alais (1722–1730)
- Louise-Henriette de Bourbon (1726–1759) ⚭ Louis Philippe I. de Bourbon, duc d’Orléans